# William Hugh Montgomery
William Hugh Montgomery (* 1866 in Christchurch, Neuseeland; † 1958 in Christchurch) war ein neuseeländischer Rechtsanwalt, Farmer, liberaler Politiker und Maler.

## Leben
William Hugh Montgomery wurde 1866 im Stadtteil Opawa in Christchurch geboren. Er war der älteste von zwei Söhnen des neuseeländischen Politikers William Montgomery und dessen Frau Jane, geborene Todhunter. William Hugh bezog seine erste Schulbildung von einem Lehrer aus der Nachbarschaft, besuchte anschließend das Christ’s College und danach die Boys’ High School in Christchurch. 1885 wurde er nach England geschickt, um dort das Balliol College der University of Oxford zu besuchen. Dort schloss er 1888 sein Studium mit dem Bachelor of Arts in Rechtswissenschaft mit höchster Auszeichnung ab und arbeitete in England kurz als Rechtsanwalt. Danach studierte er Kunst für sechs Monate an der St Johns Wood Art School und anschließend sechs Monate an der Julian Academy in Paris.
1890 ging er zurück nach Christchurch, arbeitete zuerst als einfacher Rechtsanwalt, wurde aber schon ein Jahr später als Anwalt zum Supreme Court of New Zealand zugelassen. Nicht lange danach gab er seinen Beruf auf und arbeitete auf seines Vaters Farm „Little River“.
1893 trat er als Kandidat für den Wahlkreis Ellesmere, in Canterbury zur Parlamentswahl an, gewann das Mandat und wurde Mitglied des House of Representatives in Wellington. 1899 unterlag er seinem Gegenkandidaten.
1902 heiratete Montgomery Edina Mary Allen, Tochter von James Allen, der Mitglied des House of Representatives für den Wahlkreis Bruce in Otago war. 1919 wurde Montgomery mit dem Commander of the Order of the British Empire (CBE) für seine Verdienste als Assistant Director of Base Records in New Zealand ausgezeichnet.
Neben dem Beruf als Farmer und zeitweise Politiker widmete sich Montgomery der Malerei. Er bereiste Europa, die USA, Mexico, den Pazifik und Asien und malte auf all seinen Reisen. In den 1920er besuchte er den mexikanischen Maler Diego Rivera, den er bewunderte. Montgomery blieb bei der Malerei bis zu seinem Tod.
Er starb 1958 und wurde, wie seine Eltern und Geschwister, auf dem Barbadoes Street Cemetery in Christchurch beigesetzt.

## Werke
- Notes on my life. Shoal Bay Press, Christchurch 1995 (englisch).